# Onciale 066
L'Onciale 066 (numerazione Gregory-Aland; "α 1000" nella numerazione Soden), è un codice manoscritto onciale del Nuovo Testamento, in lingua greca, datato paleograficamente al VI secolo.

## Testo
Il codice è composto da 1 spesso foglio di pergamena di 250 per 200 cm, contenente brani del Atti degli Apostoli (28,8-17). Il testo è scritto in due colonne per pagina e 25 linee per colonna.
Si tratta di un palinsesto.

### Critica testuale
Il testo del codice è rappresentativo del tipo testuale occidentale. Kurt Aland lo ha collocato nella Categoria III.

## Storia
Il codice è conservato alla Biblioteca nazionale russa (Suppl. Gr. 6, II, fol 4) a San Pietroburgo.